# Sphenomorphus capitolythos
Sphenomorphus capitolythos là một loài thằn lằn trong họ Scincidae. Loài này được Shea & Michels mô tả khoa học đầu tiên năm 2009.